# Ligne B du métro de New York
 (janvier 2022).
Si vous disposez d'ouvrages ou d'articles de référence ou si vous connaissez des sites web de qualité traitant du thème abordé ici, merci de compléter l'article en donnant les références utiles à sa vérifiabilité et en les liant à la section « Notes et références ».
Pour les articles homonymes, voir Ligne B.
La B Sixth Avenue Express est une ligne (au sens de desserte ou service en anglais) du métro de New York. Sa couleur est l'orange, étant donné qu'elle circule sur l'IND Sixth Avenue Line sur la majorité de son tracé à Manhattan. Elle est issue du réseau de l'ancien Independent Subway System (IND), rattachée à la Division B.
La desserte B ne fonctionne qu'en semaine, entre 06h00 et 23h00.

## Histoire

Ancien icône de la ligne B de 1967 jusqu'en 1979.

En 2019 la MTA annonce le projet d’écourter les horaires de fonctionnement de la ligne B de 23h00 à 21h30. Ce qu’elle faisait déjà avant 2008. 
En mars 2020 jusqu'en juillet et en décembre 2021 jusqu'en janvier, la MTA à décidé de temporairement suspendre le service de la ligne B, à la suite d'une pénurie de conducteurs et moins de passagers qui prennent la ligne à cause de la pandémie de la COVID-19.

## Exploitation

### Horaires
La ligne B, contrairement aux autres lignes du réseau ne fonctionne que de 6h00 à 23h00 en semaine uniquement.
Le reste du temps, les passagers peuvent prendre la ligne D pour effectuer le même parcours à peu de chose près.

### Desserte
La ligne effectue son terminus nord régulier à 145th Street dans le nord de Manhattan. 
En heures de pointe, le service est étendu à Bedford Park Boulevard dans le Bronx.
La ligne est locale sur l’ensemble de son tracé, excepté dans Brooklyn où elle est express.

## Tracé et stations

### Stations
| Légende | Légende                                                   |
| ------- | --------------------------------------------------------- |
|         | Sert toujours cette station                               |
|         | Sert toujours cette station, sauf la nuit                 |
|         | Service limité                                            |
|         | Sert cette station durant la nuit                         |
|         | Sert toujours cette station, sauf aux heures de pointe    |
|         | Sert cette station durant les heures de points            |
|         | Sert cette station durant la semaine                      |
|         | Sert cette station durant la nuit et les fins de semaines |
|         | Sert cette station durant les fins de semaines            |

|           | Station                                | Horaires                           | Correspondances                     |
| Bronx     | Bronx                                  | Bronx                              | Bronx                               |
| --------- | -------------------------------------- | ---------------------------------- | ----------------------------------- |
|           | Bedford Park Boulevard                 | Heures de pointe seulement         | (D)                                 |
|           | Kingsbridge Road                       | Heures de pointe seulement         | (D)                                 |
|           | Fordham Road                           | Heures de pointe seulement         | (D)                                 |
|           | 182nd-183 rd Streets                   | Heures de pointe seulement         | (D)                                 |
|           | Tremont Avenue                         | Heures de pointe seulement         | (D)                                 |
|           | 174th-175th Streets                    | Heures de pointe seulement         | (D)                                 |
|           | 170th Street                           | Heures de pointe seulement         | (D)                                 |
|           | 167th Street                           | Heures de pointe seulement         | (D)                                 |
|           | 161st Street – Yankee Stadium          | Heures de pointe seulement         | (D) · (4)                           |
| Manhattan |                                        |                                    |                                     |
|           | 155th Street                           | Heures de pointe seulement         | (D)                                 |
|           | 145th Street                           | Heures de pointe, middays, soirées | (A) · (C) · (D)                     |
|           | 135th Street                           | Heures de pointe, middays, soirées | (A) · (C)                           |
|           | 125th Street                           | Heures de pointe, middays, soirées | (A) · (C) · (D)                     |
|           | 116th Street                           | Heures de pointe, middays, soirées | (A) · (C)                           |
|           | 110th Street-Cathedral Parkway         | Heures de pointe, middays, soirées | (A) · (C)                           |
|           | 103rd Street                           | Heures de pointe, middays, soirées | (A) · (C)                           |
|           | 96th Street                            | Heures de pointe, middays, soirées | (A) · (C)                           |
|           | 86th Street                            | Heures de pointe, middays, soirées | (A) · (C)                           |
|           | 81st Street-Museum of Natural History  | Heures de pointe, middays, soirées | (A) · (C)                           |
|           | 72nd Street                            | Heures de pointe, middays, soirées | (A) · (C)                           |
|           | 59th Street – Columbus Circle          | Heures de pointe, middays, soirées | (A) · (C) · (D) · (1) · (2)         |
|           | Seventh Avenue-53rd Street             | Heures de pointe, middays, soirées | (D) · (E)                           |
|           | 47th–50th Streets – Rockefeller Center | Heures de pointe, middays, soirées | (D) · (F) · (M)                     |
|           | 42nd Street - Bryant Park              | Heures de pointe, middays, soirées | (D) · (F) · (M) · (7) · (<7>)       |
|           | 34th Street – Herald Square            | Heures de pointe, middays, soirées | PATH                                |
|           | West Fourth Street – Washington Square | Heures de pointe, middays, soirées | (D) · (F) · (M) · (A) · (C) · (E)   |
|           | Broadway - Lafayette Street            | Heures de pointe, middays, soirées | (D) · (F) · (M) · (4) · (6) · (<6>) |
|           | Grand Street                           | Heures de pointe, middays, soirées | (D)                                 |
| Brooklyn  |                                        |                                    |                                     |
|           | DeKalb Avenue                          | Heures de pointe, middays, soirées | (D) · (N) · (Q) · (R) · (W)         |
|           | Atlantic Avenue                        | Heures de pointe, middays, soirées | LIRR                                |
|           | Seventh Avenue                         | Heures de pointe, middays, soirées | (Q)                                 |
|           | Prospect Park                          | Heures de pointe, middays, soirées | (Q) · (SF)                          |
|           | Church Avenue                          | Heures de pointe, middays, soirées | (Q)                                 |
|           | Newkirk Avenue                         | Heures de pointe, middays, soirées | (Q)                                 |
|           | Kings Highway                          | Heures de pointe, middays, soirées | (Q)                                 |
|           | Sheepshead Bay                         | Heures de pointe, middays, soirées | (Q)                                 |
|           | Brighton Beach                         | Heures de pointe, middays, soirées | (Q)                                 |